# 백광종
백광종(白光宗, 1591년 ~ 1671년) 조선 중기의 무장. 자 현숙(賢淑). 관 태인. 의주 출신이다.

## 생애
군자감정(軍資監正)을 지내고 선무공신(宣武功臣) 공의(工議)에 증직된 거간(居簡)의 아들이며, 호성공신 통훈 증호참(扈聖功臣 通訓 贈戶參) 용서(龍瑞)의 손자다. 첨절제사 광조(光祖)의 종형이다.
사과(司果), 건천 권관(乾川權管), 가판관(假判官)을 거쳤다. 1627년(인조 5) 정묘호란 때 의주 용골성(龍骨城)에 들어가 참모가 되어, 의병 5,000여명을 모집하여 방수에 전력하면서 기발한 계책으로 많은 후금군을 살상하고 그 공으로 그곳 수령이 되었다.
1630년 단도(椴島)의 유흥치(劉興治)가 1만 여명의 무리를 이끌고 의주에 내습하자 종제 광조(光祖)와 함께 이를 무찌르고 유흥치를 척살하였다. 이어 후금은 용골대(龍骨大)로 하여금 우리 국경을 위협하게 하여 분을 풀려 하였으나, 그는 좋은 말로 타일러 나라가 무사할 수 있었다.
자력으로 조총,궁시, 창검 등을 각기 1,000 여 자루씩 갖추어 국경 방어에 사용하도록 하였으며, 그 공으로 훈련원정에 승진되었고, 1637년 대신 김류(金瑬)의 천거로 아이진첨절제사(阿耳鎭僉節制使)가 되었다.
1677년(숙종 3)에 졸(卒)하니 향년 81세다.

## 사후
선무공신(宣武功臣) 가선대부(嘉善大夫) 공의(工議)에 증직되었다. 1832년(순조 32) 의주 용현사(龍峴祠)에 제향되었다.

## 가족관계
- 조부 : 용서(龍瑞, 1556년 ~ ? ) 호성공신 통훈 증호참(扈聖功臣 通訓 贈戶參)
  - 부 : 거간(居簡, 1574년 ~ ? ) 군자감정(軍資監正)선무공신(宣武功臣) 증 공의(工議)
    - 초배 : 안동 장씨(安東張氏) 호성공신(扈聖功臣) 지원(志遠)의 女
    - 계배 : 신천 강씨(信川康氏) 가선(嘉善) 영걸(永傑)의 女
      - 아들 : 수엽(琇燁, 1612년 ~ ? )
      - 아들 : 경엽(璟燁, 1614년 ~ ? ) 通政
      - 아들 : 선엽(璇燁, 1632년 ~ 1697년) 위원군수(渭原郡守) 첨추(僉樞) 아이진첨사(阿耳鎭僉使)
      - 자부 : 배천 김씨(白川金氏)
      - 아들 : 규엽(珪燁)
      - 아들 : 형엽(炯燁)
      - 아들 : 비엽(玭燁)

  - 숙부: 거이(居易, 1576년 ~ ? )
    - 종제 : 광조(光祖, 1602년 ~ 1677년) 미곶 첨사(彌串僉使)
    - 종제수 : 충주 조씨(忠州趙氏) 호성공신(扈聖功臣) 순천(順天)의 女
    - 종제수 : 안동 장씨(安東張氏)
      - 종질 : 홍엽(王+弘燁, 1638년 ~ ? ) 무급제 행훈련원봉사

  - 숙부 : 거의(居毅, 1578년 ~ ? )
    - 종제 : 광후(光俊)
    - 종제 : 광영(光榮)
    - 종제 : 광현(光賢)
    - 종제 : 광민(光敏)[1]